# Maksim Kunda
Maksim Kunda, född 1 augusti 1989, är en belarusisk bågskytt. Han deltog vid olympiska sommarspelen 2008.